# Ed Fagan
Ed Fagan (eigentlich Edward Fagan; * 20. Oktober 1952 in Harlingen, Texas) ist ein US-amerikanischer Jurist und ehemaliger Anwalt, der sich vor allem international mit Schadenersatzklagen beschäftigte. Er ist Mitglied des Jüdischen Weltkongresses.

## Frühes Leben
Fagans Vater verließ die Familie. Fagan hat zwei Brüder, Wayne (Anwalt in San Antonio) und Abraham. Er folgte seinem Bruder Abraham, einem orthodoxen Juden, nach Israel und wollte zunächst selbst Rabbiner werden. Bald darauf ging er in die USA zurück und besuchte die Cardozo Law School der Yeshiva-Universität in New York, die er 1980 abschloss.
Einige Jahre vertrat er Tabak- und Pharmaunternehmen gegen Haftungsklagen. Ende der 1980er Jahre suchte er neue Herausforderungen und gründete einen Exploration Club mit dem Ziel, vermögende Urlauber in Begleitung von Meeres- und Umweltwissenschaftlern auf Segeltörns an exotische Orte zu bringen. 1991 gründete er zur Förderung von Umweltforschungen die Odyssoe Foundation als nichtkommerziellen Ableger des Clubs. Das Unternehmen scheiterte und Fagan wurde erneut Jurist.

## Fagan & Associates
1994 gründete Fagan die Anwaltskanzlei Fagan & Associates in Lower Manhattan. Durch gerichtliche Auseinandersetzungen mit Nynex Corp. und deren Nachfolger Verizon Communications im Zusammenhang mit Schulden der Odyssoe Foundation sowie wegen unbezahlter Mieten musste er seine Büros aufgeben und mietete Räume von einer anderen Kanzlei im World Trade Center. Er besaß Arbeitslizenzen für New York und New Jersey.
Seit 2005 hat Fagan sich gegen Vorwürfe der Veruntreuung von Klientengeldern vor dem New Jersey Office of Attorney Ethics zu verteidigen.

## Schadenersatzklagen
1998 vertrat er den Jüdischen Weltkongress im Verfahren um jüdische Vermögen bei Schweizer Banken (Nachrichtenlose Vermögen) vor dem U.S. District Court in Brooklyn, New York. Der Erfolg des Verfahrens steigerte seine Popularität erheblich. Im Jahr 2000 vertrat Fagan Holocaustopfer bei ihren Klagen in Deutschland und Österreich. Bei der Unterzeichnung der Vereinbarung zur Gründung der Stiftung Erinnerung, Verantwortung und Zukunft im Juli 2000 war Fagan anwesend, als einer der beiden von Deutschland eingesetzten Vermittler erhielt er 62,5 Millionen Dollar Honorar. An der Vereinbarung mit den in New York beklagten Schweizer Banken war er ebenso beteiligt.
Seit 2002 vertrat seine Kanzlei asiatische Zwangsarbeiter sowie alliierte Kriegsgefangene gegen japanische Unternehmen bei einem Streitwert von 50 Milliarden Dollar. Zahlreiche Betroffene mit dem Wunsch nach Anerkennung ihrer Leiden im Pazifikkrieg demonstrierten unterstützend in Seoul. 2004 strengte er als Vertreter von Apartheid-Opfern ein Verfahren gegen die Regierung Südafrikas an.
Beim Kaprun-Prozess vertrat Fagan ausschließlich US-amerikanische Opfer und Angehörige von Opfern der Brandkatastrophe der Gletscherbahn Kaprun 2 vom 11. November 2000. Aufgrund von Streitigkeiten mit dem Landesgericht Linz bekam er dabei Arbeitsverbot in Österreich. Am 10. April 2006 brachte er beim US Federal Court eine Schadenersatzklage gegen die Republik Österreich ein und verlangte pro Todesopfer und Überlebenden der Katastrophe zehn Millionen Dollar.
Gemeinsam mit den österreichischen Juristen Herwig Hasslacher und Gerhard Podovsovnik brachte Fagan im Februar 2005 in New York eine Klage nach der Tsunami-Katastrophe in Südostasien vom 26. Dezember 2004 ein. Die Anwälte wollten angebliche Versäumnisse des US-amerikanischen Pacific Tsunami Warning Center, der thailändischen Meteorologischen Anstalt, der Hotelgruppe Accor und des Königreichs Thailand belegen. Sie vertreten rund 60 Opfer, vorwiegend aus Österreich und Deutschland.
Im November 2006 reichte er zusammen mit dem Münchener Rechtsanwalt Michael Witti im Auftrag zweier Bewohner des rumänischen Dorfes Glod, einem Drehort des Films Borat, eine Klage gegen die Produktionsfirma 20th Century Fox in Höhe von 30 Millionen Dollar ein. Sie blieb allerdings erfolglos.

## Callgirl-Affäre
Im Rahmen von Ermittlungen gegen einen Wiener Callgirl-Ring wurde Ed Fagan 2005 beschuldigt, Sex mit einer minderjährigen litauischen Prostituierten gehabt zu haben. In einem Interview gestand Fagan, eine Beziehung zu einer Frau zu unterhalten, die ihm ihr Alter mit 22 Jahren angegeben habe.

## Finanzielle Schwierigkeiten
Einem Bericht der Schweizer SonntagsZeitung zufolge hatte Ed Fagan am 13. Februar 2007 in Florida einen Konkursantrag eingereicht, um damit einem drohenden Konkursverfahren in New Jersey zuvorzukommen.
Laut SonntagsZeitung hatte Fagan bei 18 Gläubigern insgesamt 9,4 Millionen Dollar Schulden, auch seinem Schweizer Partner Norbert Gschwend schulde der Anwalt drei Millionen Dollar. Gschwend soll dies gegenüber der Nachrichtenagentur SDA bestätigt haben.

## Berufsverbot
Am 12. Dezember 2008 wurde Fagan in New York die Anwaltszulassung entzogen. Er hatte eine Gerichtsstrafe, die wegen seines persönlichen finanziellen Interesses am Ausgang des Restitutionsprozesses verhängt worden war, nicht bezahlt. Weiterhin blieb er der Bank Austria fast 350.000 Dollar schuldig. Wegen eines „Musters früherer Sanktionen wegen unprofessionellen Betragens“ und seines „Mangels an Reue“ beschloss die Berufungskammer, Fagan sei „untauglich für den Anwaltsberuf“.
Am 24. Juni 2009 wurde Ed Fagan auch in New Jersey die Anwaltslizenz entzogen.
Mehr als zehn Jahre lang hat die Abteilung für Anwaltsethik beim Obersten Gericht in New Jersey gegen Fagan ermittelt. Nach etlichen Verfahrensschritten und einer letzten mündlichen Anhörung hat das Gericht in New Jersey Fagan nun unwiderruflich die Anwaltslizenz entzogen und seine sämtlichen Guthaben bei Banken in dem Gliedstaat beschlagnahmt. Dies meldet die jüdische Zeitschrift Tachles, der das Urteil vorliegt. Fagan muss überdies für die Verfahrenskosten aufkommen. Das Gericht hält es für erwiesen, dass Fagan seine Mandantinnen Gizelle Weisshaus und Estelle Sapir um etwa 350.000 Dollar betrogen hat. Die beiden Frauen waren nach Einreichung der Bankenklage zu Symbolen der Affäre um die nachrichtenlosen Konten geworden.
Fagan war danach bei den Zwangsarbeits-Verhandlungen mit Deutschland und den Holocaust-Klagen gegen österreichische Banken sowie zahlreiche europäische Versicherer beteiligt. Obwohl er bei den politischen Verhandlungen keine maßgebliche Rolle gespielt hat, konnte Fagan aus den verschiedenen Vergleichen etwa 6 Millionen Dollar an Honoraren lukrieren. Er hat danach seit dem Jahr 2000 bei mindestens 80 Verfahren keinen einzigen Erfolg mehr erzielt, verstand es jedoch, die Medien etwa durch seine Klage gegen den Borat-Darsteller Sacha Baron Cohen auf sich aufmerksam zu machen. Fagan hat laut Gerichtsunterlagen über 15 Millionen Dollar Schulden bei ehemaligen Mandanten und Kreditgebern, die seine Klagen unterstützt hatten.